# Joan Brossa
Joan Brossa i Cuervo  (n. 19 ianuarie 1919, Barcelona, Catalonia, Spania – d. 30 decembrie 1998, Barcelona, Catalonia, Spania) a fost un scriitor, dramaturg, designer grafic și artist plastic catalan. El este cel mai important poet catalan de avangardă a doua jumătate a secolului al XX-lea. După cum el însuși a spus: "Genuri de artă sunt diferite moduri de a exprima o singură realitate. Ele fac parte din aceeași piramidă, care se întâlnesc la cel mai înalt punct”. A scris doar în limba catalană.
Cu un stil neosuprarealist scris sute de sonete, ode și sestine com perfecțiunea formală completă, plus mii de poezii în formă liberă (peste optzeci de cărți) și piese de teatru, pe care el a numit "poezia scenică” (aproape trei sute cincizeci de lucrari). Toate acest lucru este imens scris în limba catalană, fără excepție. 
Pentru poezie vizuală (poezii, obiecte, postere, instalații, monumente etc) le-a obținut faima în întreaga lume.